# كوليدج (جورجيا)
كوليدج (بالإنجليزية: Coolidge, Georgia)‏ هي مدينة تقع في مقاطعة توماس بولاية جورجيا في الولايات المتحدة. تبلغ مساحة هذه المدينة 2.1 (كم²)، وترتفع عن سطح البحر 76 م، بلغ عدد سكانها 552 نسمة في عام 2010 حسب إحصاء مكتب تعداد الولايات المتحدة.

## وصلات خارجية
- Cities & Counties - Georgia.gov